# Dacus ceropegiae
Dacus ceropegiae är en tvåvingeart som först beskrevs av Munro 1984.  Dacus ceropegiae ingår i släktet Dacus och familjen borrflugor.
Artens utbredningsområde är Kenya. Inga underarter finns listade i Catalogue of Life.